# Dia da Commonwealth
O Dia da Commonwealth é a celebração anual da Commonwealth que tem lugar na segunda segunda-feira do mês de Março, representado por um serviço religioso que une várias fés, na Abadia de Westminster, com a presença do rei Carlos III do Reino Unido, Chefe da Commonwealth, com o Secretário-geral da Commonwealth e com o Alto-comissário da Commonwealth em Londres. O Rei faz o seu discurso à comunidade, difundido por todo o mundo.
Embora o dia tenha um estatuto oficial, não é feriado público em vários países da comunidade.